# Championnat de Chine de football 2016
Navigation
Édition précédente Édition suivante
La saison 2016 de Chinese Super League est la cinquante-septième édition du championnat de Chine. Le championnat oppose seize clubs chinois en une série de trente rencontres.

## Les 16 clubs participants
- Beijing Guoan
- Changchun Yatai
- Chongqing Lifan
- Guangzhou Evergrande Taobao - Tenant du titre
- Guangzhou R&F
- Hangzhou Greentown
- Hebei China Fortune - Promu de D2
- Henan Jianye
- Jiangsu Suning
- Liaoning Whowin
- Shandong Luneng Taishan
- Shanghai Greenland
- Shanghai SIPG
- Shijiazhuang Ever Bright
- Tianjin TEDA
- Yanbian Fude - Promu de D2

### Changements de nom des équipes
- Le Hebei Zhongji FC devient le Hebei China Fortune FC en décembre 2015.
- Le Jiangsu Guoxin-Sainty FC devient le Jiangsu Suning FC en décembre 2015.
- Le Yanbian Changbaishan FC devient le Yanbian Fude FC en janvier 2016.

### Présentation
Légende des couleurs
- Phase de groupes de la Ligue des Champions de l'AFC 2016
- Barrages de la Ligue des Champions de l'AFC 2016
- Promu de China League One (D2)

| Club                        | Se maintient depuis | Classement 2015 | Entraîneur          | Stade                                       | Capacité théorique | Ville        |
| --------------------------- | ------------------- | --------------- | ------------------- | ------------------------------------------- | ------------------ | ------------ |
| Guangzhou Evergrande Taobao | 2011                | 1               | Luiz Felipe Scolari | Stade Tianhe                                | 58 500             | Canton       |
| Shanghai SIPG               | 2013                | 2               | Sven-Göran Eriksson | Stade de Shanghai                           | 56 842             | Shanghai     |
| Shandong Luneng Taishan     | 1994                | 3               | Mano Menezes        | Stade olympique de Jinan                    | 56 808             | Jinan        |
| Beijing Guoan               | 1991                | 4               | Alberto Zaccheroni  | Stade des ouvriers                          | 66 161             | Pékin        |
| Henan Jianye                | 2014                | 5               | Jia Xiuquan         | Zhengzhou Hanghai Stadium                   | 29 860             | Zhengzhou    |
| Shanghai Greenland Shenhua  | 1982                | 6               | Gregorio Manzano    | Stade de Hongkou                            | 33 060             | Shanghai     |
| Shijiazhuang Ever Bright    | 2015                | 7               | Yasen Petrov        | Yutong International Sports Center          | 38 500             | Shijiazhuang |
| Chongqing Lifan             | 2015                | 8               | Chang Woe-Ryong     | Chongqing Olympic Sports Center             | 58 680             | Chongqing    |
| Jiangsu Suning              | 2009                | 9               | Dan Petrescu        | Stade du Centre sportif olympique de Nankin | 61 443             | Nankin       |
| Changchun Yatai             | 2006                | 10              | Slaviša Stojanovič  | Development Area Stadium                    | 25 000             | Changchun    |
| Hangzhou Greentown          | 2007                | 11              | Hong Myung-bo       | Stade du Dragon de Hangzhou                 | 52 672             | Hangzhou     |
| Liaoning Whowin             | 2010                | 12              | Ma Lin              | Panjin Jinxiu Stadium                       | 24 000             | Panjin       |
| Tianjin Teda                | 1999                | 13              | Dragan Okuka        | Centre olympique de Tianjin                 | 54 696             | Tianjin      |
| Guangzhou R&F               | 2012                | 14              | Dragan Stojković    | Yuexiushan Stadium                          | 18 000             | Canton       |
| Yanbian Fude                | 2016                | 1 (D2)          | Park Tae-ha         | Yanji Nationwide Fitness Centre Stadium     | 30 000             | Yanji        |
| Hebei China Fortune         | 2016                | 2 (D2)          | Li Tie              | Stade de Qinhuangdao                        | 33 572             | Qinhuangdao  |

### Localisation des villes
Deux équipes sont domiciliées à Shanghai, deux équipes sont domiciliées à Guangzhou et une seule à Pékin, capitale de la Chine. Les autres équipes participant à la compétition sont toutes issues de villes différentes.
| \| Localisation de la Chine en Asie \| Beijing Guoan Changchun Yatai Shandong Luneng Taishan Shanghai Greenland Hebei Fortune Shanghai SIPG Tianjin TEDA Hangzhou Greentown Shijiazhuang Yongchang Jiangsu Sainty Yanbian Fude Liaoning Yuandong Guangzhou R&F Guangzhou Evergrande Chongqing Lifan Henan Jianye |
| Localisation de la Chine en Asie |

Localisation des clubs engagés en Super League 2016

## Compétition

### Classement
Le classement est établi sur le barème de points classique (victoire à 3 points, match nul à 1, défaite à 0).
| Rang | Équipe                          | Pts | J  | G  | N  | P  | Bp | Bc | Diff |
| ---- | ------------------------------- | --- | -- | -- | -- | -- | -- | -- | ---- |
| 1    | Guangzhou Evergrande Taobao'T'C | 64  | 30 | 19 | 7  | 4  | 62 | 19 | +43  |
| 2    | Jiangsu Suning                  | 57  | 30 | 17 | 6  | 7  | 53 | 33 | +20  |
| 3    | Shanghai SIPG                   | 52  | 30 | 14 | 10 | 6  | 56 | 32 | +24  |
| 4    | Shanghai Greenland Shenhua      | 48  | 30 | 12 | 12 | 6  | 46 | 31 | +15  |
| 5    | Beijing Guoan                   | 43  | 30 | 11 | 10 | 9  | 34 | 26 | +8   |
| 6    | Guangzhou R&F                   | 40  | 30 | 11 | 7  | 12 | 47 | 50 | -3   |
| 7    | Hebei China Fortune P           | 40  | 30 | 11 | 7  | 12 | 34 | 38 | -4   |
| 8    | Chongqing Lifan                 | 37  | 30 | 9  | 10 | 11 | 43 | 50 | -7   |
| 9    | Yanbian Fude P                  | 37  | 30 | 10 | 7  | 13 | 39 | 41 | -2   |
| 10   | Tianjin Teda                    | 36  | 30 | 9  | 9  | 12 | 38 | 50 | -12  |
| 11   | Liaoning Whowin                 | 36  | 30 | 9  | 9  | 12 | 38 | 47 | -9   |
| 12   | Changchun Yatai                 | 35  | 30 | 10 | 5  | 15 | 30 | 44 | -14  |
| 13   | Henan Jianye                    | 35  | 30 | 10 | 5  | 15 | 26 | 44 | -18  |
| 14   | Shandong Luneng Taishan         | 34  | 30 | 9  | 7  | 14 | 38 | 45 | -7   |
| 15   | Hangzhou Greentown              | 32  | 30 | 8  | 8  | 14 | 28 | 37 | -9   |
| 16   | Shijiazhuang Ever Bright        | 30  | 30 | 7  | 9  | 14 | 28 | 53 | -25  |

| Légende : Qualifications et relégations | Légende : Qualifications et relégations                                               |
| --------------------------------------- | ------------------------------------------------------------------------------------- |
|                                         | Ligue des champions de l'AFC 2017, phase de groupes                                   |
|                                         | Ligue des champions de l'AFC 2017, play-offs                                          |
|                                         | Relégation en deuxième division                                                       |
|                                         | T : Tenant du titre C : Vainqueur de la Coupe de Chine P : Promu de deuxième division |